# Симпсоны (сезон 15)
Пятнадцатый сезон мультсериала «Симпсоны» транслировался на телеканале Fox в период со 2 ноября 2003 года по 23 мая 2004 года.

## Список серий
| № общий | № в сезоне | Название | Режиссёр        | Автор сценария                 | Дата премьеры   | Произв. код | Зрители в США (млн) |
| --- | ---------- | --- | --------------- | ------------------------------ | --------------- | ----------- | ------------------- |
| 314 | 1          | «Дом ужасов 14» «Treehouse of Horror XIV»                                                                                   | Стивен Дин Мур  | Джон Шварцвельдер              | 2 ноября 2003   | EABF21      | 16,23               |
| «Reaper Madness» (с англ. — «Смерть живее всех живых») — Гомер убивает Старуху с косой и занимает её место. Ему нравится его новая работа — навещать людей из списка, до тех пор, пока в списке не появляется Мардж. «Frinkenstein» (с англ. — «Фринкенштейн») — Профессор Фринк за своё изобретение получает Нобелевскую премию и затем оживляет своего отца, чтобы тот смог разделить с ним его радость. Но оживший отец профессора недоволен своим телом и начинает похищать органы других людей. «Stop the World, I Want to Goof Off» (с англ. — «Остановите мир, я хочу подурить») — Барт и Милхаус находят в старых комиксах рекламу часов, останавливающих время, и решают заказать их. Приглашённые звёзды: Джерри Льюис, Дадли Хершбах, Дженнифер Гарнер и Оскар Де Ла Хойя. |            | |                 |                                |                 |             |                     |
| 315 | 2          | «Моя мама — похититель машин» «My Mother the Carjacker»                                                                     | Нэнси Круз      | Майкл Прайс                    | 9 ноября 2003   | EABF18      | 12,38               |
| Мать Гомера возвращается. Суд Спрингфилда оправдывает её за преступления, совершённые ею в 60-е. Казалось бы, для Гомера и его матушки наступили счастливые времена, но мистер Бёрнс по-прежнему мстит Симпсонам и добивается ареста Моны по формальному поводу. Гомер решает отправиться в бега вместе с матерью. Приглашённые звёзды: Гленн Клоуз |            | |                 |                                |                 |             |                     |
| 316 | 3          | «Президент в жемчужном ожерелье» «The President Wore Pearls»                                                                | Майк Андерсон   | Дана Гулд                      | 16 ноября 2003  | EABF20      | 12,74               |
| Лиза побеждает на школьных выборах президента ученического совета. Но школьное начальство использует её для исключения некоторых предметов из школьной программы. Узнав это, Лиза устраивает забастовку, к которой присоединяются многие горожане. Приглашённые звёзды: Майкл Мур |            | |                 |                                |                 |             |                     |
| 317 | 4          | «Монологи Регины» «The Regina Monologues»                                                                                   | Марк Киркленд   | Джон Шварцвельдер              | 23 ноября 2003  | EABF22      | 12,17               |
| Барт находит купюру в 1000 $ и, показывая её всем желающим, выручает 3000 $. На эти деньги дедушка Симпсон предлагает поехать в Великобританию на поиски его старой любви Эдвины. Приглашённые звёзды: Тони Блэр, Джоан Роулинг, Иэн Маккеллен, Джейн Ливз и Эван Марриотт |            | |                 |                                |                 |             |                     |
| 318 | 5          | «Толстый и пушистый» «The Fat and the Furriest»                                                                             | Мэттью Настук   | Джоэл Коэн                     | 30 ноября 2003  | EABF19      | 11,7                |
| На свалке на Гомера нападает медведь. Этот случай при помощи фоторужья снимает местный охотник и отправляет на телевидение в шоу «Трусы Кента». С этого дня все жители Спрингфилда начинают смеяться над Гомером. Эйб Симпсон советует Гомеру найти того самого медведя, чтобы преодолеть свой страх. Приглашённые звёзды: Чарльз Нэпьер |            | |                 |                                |                 |             |                     |
| 319 | 6          | «Сегодня я — клоун» «Today I Am a Clown»                                                                                    | Нэнси Круз      | Джоэл Коэн                     | 7 декабря 2003  | FABF01      | 10,5                |
| Красти не может получить звезду на еврейской аллее славы из-за того, что он не прошёл обряд бар-мицвы. Клоун просит помощи у своего отца. «Шоу Красти» заменяется другим шоу, которое ведёт Гомер. Приглашённые звёзды: Джеки Мейсон и Мистер Ти. |            | |                 |                                |                 |             |                     |
| 320 | 7          | «Это — пятнадцатый сезон» «’Tis the Fifteenth Season»                                                                       | Стивен Дин Мур  | Майкл Прайс                    | 14 декабря 2003 | FABF02      | 11,28               |
| Гомер замечает, что он стал очень эгоистичным, после того как потратил деньги на рождественские подарки для семьи на себя. Гомер решает стать хорошим и правильным человеком, что вызывает раздражение Неда Фландерса. |            | |                 |                                |                 |             |                     |
| 321 | 8          | «Мардж против одиноких, стариков, бездетных пар и геев» «Marge vs. Singles, Seniors, Childless Couples and Teens, and Gays» | Боб Андерсон    | Джон Витти                     | 4 января 2004   | FABF03      | 12                  |
| Пожилые и бездетные пары Спрингфилда протестуют против особого отношения к детям. Мардж пытается противостоять им. |            | |                 |                                |                 |             |                     |
| 322 | 9          | «Я — робот» «I, (Annoyed Grunt)-Bot»                                                                                        | Лорен МакМаллан | Дэн Грини и Аллен Глейзер      | 11 января 2004  | FABF04      | 16,3                |
| Гомер строит боевого робота, чтобы заслужить уважение Барта. Барт отправляется с роботом на шоу, где он будет сражаться с другими роботами. Но мальчик не знает, что робот — это Гомер в костюме. Тем временем умирает Снежок II, и Лиза ищет ему замену. |            | |                 |                                |                 |             |                     |
| 323 | 10         | «Роман безумной домохозяйки» «Diatribe of a Mad Housewife»                                                                  | Марк Киркленд   | Робин Стейн                    | 25 января 2004  | FABF05      | 10,63               |
| Мардж пишет роман, где образно изображает Гомера и Неда Фландерса. Роман становится хитом и его обсуждает весь город. Тем временем Гомер становится водителем скорой. Приглашённые звёзды: Мэри-Кейт и Эшли Олсен, Томас Пинчон и Том Клэнси |            | |                 |                                |                 |             |                     |
| 324 | 11         | «Волшебный экскурс в историю» «Margical History Tour»                                                                       | Майк Андерсон   | Брайан Келли                   | 8 февраля 2004  | FABF06      | 8,87                |
| Мардж берёт с собой в библиотеку Барта, Лизу и Милхауса, чтобы найти литературу для их школьных докладов. Но подходящей литературы в библиотеке нет, и Мардж рассказывает детям истории сама. - Первая история — о Генрихе VIII, который хотел, чтобы его жена родила ему мальчика. - Другая история — об экспедиции Льюиса и Кларка к Тихому океану, которым помогала индейская девушка Сакагавея. - Третья история — о сложных отношениях Моцарта и Сальери. |            | |                 |                                |                 |             |                     |
| 325 | 12         | «Милхаус здесь больше не живёт» «Milhouse Doesn’t Live Here Anymore»                                                        | Мэттью Настук   | Джули и Дэвид Чемберс          | 15 февраля 2004 | FABF07      | 9,43                |
| Матери Милхауса предлагают хорошую работу в столице и она уезжает, прихватив с собой сына. Поначалу Барт очень расстроен, но позже мальчик находит себе нового лучшего друга в лице своей сестры Лизы. Гомер занимается попрошайничеством, чтобы собрать денег на подарок для Мардж. Приглашённые звёзды: Изабель Санфорд, Ник Бэкей, Уильям Дэниелс и Дик Тюфелд |            | |                 |                                |                 |             |                     |
| 326 | 13         | «Умная и ещё умнее» «Smart and Smarter»                                                                                     | Стивен Дин Мур  | Кэролин Омайн                  | 22 февраля 2004 | FABF09      | 12,6                |
| Результаты IQ-теста показывают, что Мэгги умнее Лизы. Лиза очень раздосадована и пытается найти себе новый имидж. Приглашённые звёзды: Саймон Коуэлл |            | |                 |                                |                 |             |                     |
| 327 | 14         | «Зифф, который пришёл на обед» «The Ziff Who Came to Dinner»                                                                | Нэнси Круз      | Деб Лакуста и Дэн Кастелланета | 14 марта 2004   | FABF08      | 10,67               |
| Симпсоны идут в кино на фильм ужасов, который очень пугает детей. Детский кошмар дополняется странными шорохами с чердака. Симпсоны обнаруживают на чердаке Арти Зиффа — давнего поклонника Мардж, а ныне обанкротившегося миллиардера, которому негде жить. Приглашённые звёзды: Джон Ловитц |            | |                 |                                |                 |             |                     |
| 328 | 15         | «День созависимости» «Co-Dependent’s Day»                                                                                   | Боб Андерсон    | Мэтт Уорбёртон                 | 21 марта 2004   | FABF10      | 11,24               |
| Мардж увлекается вином и попадает в алкогольную зависимость, из-за чего она должна пройти курс реабилитации. Дети разочарованы новым фильмом из серии «Космические войны» и решают найти его создателя. Приглашённые звёзды: группа Brave Combo |            | |                 |                                |                 |             |                     |
| 329 | 16         | «Барт в тюрьме» «The Wandering Juvie»                                                                                       | Лорен МакМаллан | Джон Фринк и Дон Пейн          | 28 марта 2004   | FABF11      | 10,52               |
| Барт устраивает себе фиктивную свадьбу ради получения подарков. За этот обман он приговаривается к шести месяцам в детской исправительной колонии. В тюрьме Барт знакомится с девочкой, с которой вскоре и сбегает. Приглашённые звёзды: Сара Мишель Геллар и Чарльз Нэпьер |            | |                 |                                |                 |             |                     |
| 330 | 17         | «Моя большая жироприпадочная свадьба» «My Big Fat Geek Wedding»                                                             | Марк Киркленд   | Кевин Каран                    | 18 апреля 2004  | FABF12      | 9,21                |
| Эдна Крабаппл и Сеймур Скиннер готовятся к свадьбе. Они принимают подарки и поздравления от друзей, устраивают девичник и мальчишник, но перед самой свадьбой у Скиннера случается нервный срыв, и он сбегает. Приглашённые звёзды: Мэтт Грейнинг |            | |                 |                                |                 |             |                     |
| 331 | 18         | «Поймай их, если сможешь» «Catch ’Em If You Can»                                                                            | Мэттью Настук   | Иан Макстон-Грэхэм             | 25 апреля 2004  | FABF14      | 9,28                |
| Родители решают какое-то время отдохнуть от детей. Мардж и Гомер оставляют детей с дедушкой и улетают в Майами. Но Барт и Лиза не дадут им скучать. |            | |                 |                                |                 |             |                     |
| 332 | 19         | «Человек-пирог» «Simple Simpson»                                                                                            | Джим Рирдон     | Джон Витти                     | 2 мая 2004      | FABF15      | 9,51                |
| Гомер становится супергероем. Теперь он — «Человек-пирог». Приглашённые звёзды: Нишель Николс |            | |                 |                                |                 |             |                     |
| 333 | 20         | «Какими мы не были» «The Way We Weren’t»                                                                                    | Майк Андерсон   | Дж. Стюарт Бернс               | 9 мая 2004      | FABF13      | 6,64                |
| Гомер и Мардж вспоминают историю своего первого поцелуя, который произошёл в детстве в летнем лагере. |            | |                 |                                |                 |             |                     |
| 334 | 21         | «Барт-портящий флаг» «Bart-Mangled Banner»                                                                                  | Стивен Дин Мур  | Джон Фринк                     | 16 мая 2004     | FABF17      | 8,69                |
| Барт страдает временной глухотой. Для него это очень удобно, ведь теперь он не слышит угроз хулиганов. Но из-за глухоты он случайно проявляет неуважение к флагу, и город обвиняет его в непатриотичности. |            | |                 |                                |                 |             |                     |
| 335 | 22         | «Новости мошенников» «Fraudcast News»                                                                                       | Боб Андерсон    | Дон Пейн                       | 23 мая 2004     | FABF18      | 9,4                 |
| Спрингфилдская газета выпустила ошибочное сообщение о смерти мистера Бёрнса. Разозлённый Бёрнс скупает все городские СМИ. Лиза решает выпускать свою газету. |            | |                 |                                |                 |             |                     |